# Argyractoides
Argyractoides é um gênero de mariposa pertencente à família Crambidae.